# Acharia (Lepidoptera)
Acharia es un género de polillas o Lepidoptera de la familia Limacodidae.

## Especies
Es una lista posiblemente incompleta
- Acharia apicalis (Dyar, 1900)
- Acharia brunnus (Cramer, 1777)
- Acharia extensa (Schaus, 1896)
- Acharia stimulea (syn. Sibine stimulea) – (Clemens, 1860)